# Mia Mottley
Mia Amor Mottley (ur. 1 października 1965) – barbadoska polityk, przewodnicząca Partii Pracy Barbadosu (BLP, Barbados Labour Party) od stycznia 2008, lider opozycji od lutego 2008 do 2018. Premier Barbadosu od 25 maja 2018.

## Życiorys
Mia Mottley uczęszczała do Merrivale Private School, The United Nations International School oraz Queens College. Następnie ukończyła prawo w London School of Economics i weszła w skład adwokatury Anglii, Walii i Barbadosu.
We wrześniu 1994 r. została po raz pierwszy wybrana do niższej izby parlamentu Barbadosu, Izby Zgromadzenia. Od 1994 do 2001 r. zajmowała stanowisko ministra edukacji, młodzieży i kultury. W tym czasie współtworzyła i ogłosiła program Biała Księga Edukacji (White Paper on Education), którego celem było dopasowanie programów nauczania do potrzeb rynku pracy. Wprowadziła również Plan Praktyk Młodzieżowych oraz Narodowy Program Rozwoju Młodzieży.
W 1996 Mia Mottley została sekretarzem generalnym Partii Pracy Barbadosu (BLP). 28 sierpnia 2001 objęła urząd prokuratora generalnego oraz ministra spraw wewnętrznych, który zajmowała do 18 lutego 2006. 26 maja 2003 objęła dodatkowo funkcję wicepremiera w rządzie premiera Owena Arthura.
18 lutego 2006 Mia Mottley objęła stanowisko wicepremiera oraz ministra spraw gospodarczych i rozwoju. Po porażce Partii Pracy Barbadosu w wyborach parlamentarnych w styczniu 2008 i rezygnacji Owena Arthura ze stanowiska szefa partii, Mottley 19 stycznia 2008 została nową przewodniczącą BLP. 7 lutego 2008 oficjalnie objęła funkcję lidera opozycji w parlamencie.
Mia Mottey doprowadziła do zniesienia monarchii na Barbadosie i proklamacji republiki 30 listopada 2021 roku.